# فرانك هيو فوستر
فرانك هيو فوستر (بالإنجليزية: Frank Hugh Foster)‏ هو مدرس أمريكي، ولد في 1851، وتوفي في 1935.